# Marianella Bargilli
Marianella Bargilli (n. 27 februarie 1971, Cecina, Toscana, Italia) este o actriță italiană.

## Filmografie
- Hannibal (2001)
- Grande Fratello (2003) - concurentă
- Baciato dal sole (2016)[1]
- L'amore rubato (2016)
- Tramonto a nord ovest (2023)